# 007 - Vendetta privata
007 - Vendetta privata (Licence to Kill) è un film del 1989 diretto da John Glen.
La pellicola è il 16º film della serie di film di James Bond e il quinto e ultimo film della saga diretto dal britannico Glen. Nel ruolo del protagonista per la seconda e ultima volta Timothy Dalton, affiancato da Robert Davi, Benicio del Toro, Anthony Zerbe, David Hedison, Carey Lowell e dagli ormai abituali Robert Brown e Desmond Llewelyn, che riprendono i loro rispettivi ruoli nella saga.

## Trama
James Bond si trova in Florida, ma non in missione: 007 è stato chiamato dal suo vecchio amico Felix Leiter per fare da testimone alle sue nozze. Il giorno del matrimonio, durante il tragitto verso la chiesa vengono intercettati da un elicottero della DEA, l'agenzia governativa per cui lavora Felix, che gli comunica la presenza sul suolo statunitense di Franz Sanchez, un potente e spietato narcotrafficante sudamericano; Sanchez è lì per riportare con sé la sua donna, Lupe Lamora, fuggita con il suo amante.
Felix intravede l'occasione per catturare finalmente Sanchez e, con l'aiuto di James, si mette alle sue costole, ma con uno stratagemma il narcotrafficante riesce a fuggire alla cattura con il suo aereo. Leiter e Bond però non si danno per vinti e con un'incredibile astuzia in puro "Bond-style" riescono a fermare Sanchez prima che arrivi nello spazio aereo internazionale e a consegnarlo alla giustizia prima di atterrare prontamente in paracadute davanti alla chiesa dove Felix si sposa con Della.
Tuttavia Sanchez riesce a fuggire corrompendo Ed Killifer, un agente della DEA, mentre Dario, braccio destro di Sanchez, guida la sua gang ad attaccare Felix e Della non appena Bond si allontana. Felix viene catturato e condotto all'acquario di Milton Krest, alleato di Sanchez, e qui il narcotrafficante si vendica facendo calare Felix nella vasca di uno squalo tigre, che gli divora le gambe. Quando Bond viene a sapere dell'attacco, si precipita all'abitazione di Felix, solo per trovarlo moribondo e Della uccisa, dopo essere stata violentata dagli scagnozzi di Sanchez.
A questo punto Bond decide di rimanere in Florida per vendicare Felix. Con l'aiuto di Sharkey, un amico di Felix, Bond si mette alla ricerca di magazzini che contengono squali e risale al centro di ricerca marina di Krest, che riesce a nascondere il proprio squalo quando Bond lo visita di giorno. Di notte, Bond si infiltra nel magazzino di Krest e scopre che egli traffica cocaina. Bond viene confrontato da Killifer, ma grazie all'intervento di Sharkey, Bond riesce a sopraffarlo e lo fa divorare dallo stesso squalo che ha mutilato Felix.
Il giorno seguente M raggiunge Bond negli Stati Uniti rimproverandolo per le sue azioni, dicendogli che Sanchez non è un problema di competenza dell'MI6, e gli intima di ritornare immediatamente in Inghilterra per procedere a una missione in Istanbul o gli revocherà la licenza di uccidere, ma ormai 007 è irremovibile: l'agente segreto dà le sue dimissioni e, potendo comunque contare sull'aiuto personale di Q, continua a dare la caccia a Sanchez.
Bond si infiltra sulla nave di Krest, la Wavekrest, e sventa l'ultima spedizione di droga di Sanchez, rubando cinque milioni di dollari nel processo. Bond scopre che Sharkey è stato ucciso dagli scagnozzi di Sanchez, quindi incontra e fa coppia con Pam Bouvier, un ex agente e pilota della CIA e viaggia con lei nella Repubblica di Isthmus. Bond si avvicina a Sanchez fingendosi un sicario a noleggio. Due agenti della squadra Narcotici di Hong Kong sventano il tentativo di Bond di assassinare Sanchez e lo portano in un magazzino abbandonato. A loro si aggiunge Fallon, un agente dell'MI6 che è stato inviato da M per catturare Bond. Gli uomini di Sanchez salvano Bond uccidendo gli ufficiali, credendo che siano gli assassini.
Successivamente, con l'aiuto di Pam, Q e di Lupe, Bond incastra Krest mettendo i cinque milioni sulla Wavekrest. Sanchez, che prende la fedeltà dei suoi alleati seriamente, uccide brutalmente Krest usando una camera di decompressione e ammette Bond nel suo circolo ristretto. Sanchez conduce Bond nella sua raffineria segreta, camuffata come un sito religioso Otomi, dove gli scienziati del trafficante hanno scoperto il modo di nascondere la droga disciogliendola nel carburante durante il trasporto. Quando Dario riconosce Bond, Sanchez e i suoi soci fuggono dalla base a bordo dei camion che trasportano la droga miscelata con la benzina mentre Pam giunge in aiuto a Bond, che elimina Dario facendolo cadere in un trituratore.
Dopo avere distrutto la base nemica, Bond e Pam inseguono Sanchez e i suoi uomini per le strade del deserto, distruggendo i camion e uccidendo i criminali alleati di Sanchez. Raggiunto l'ultimo dei camion che trasporta la droga sciolta nella benzina che Bond ha dirottato, Sanchez lo attacca armato di machete, ma Bond usa l'accendino che Felix e Della gli hanno regalato per dare fuoco ai vestiti bagnati di benzina di Sanchez, che arde vivo prima di morire definitivamente quando cade a terra facendo saltare in aria il carburante e l'autocisterna che perde, mentre Pam recupera Bond e si allontanano insieme su una motrice.
Durante una festa alla quale partecipano Pam, Q, e Lupe, Bond riceve una telefonata di Felix, ormai ristabilitosi completamente, che lo informa del fatto che M ha deciso di farlo rientrare al più presto in servizio. Lupe amoreggia con Bond ringraziandolo per averla liberata da Sanchez, facendo credere a Pam che Bond non la vuole; Bond tuttavia raggiunge Pam e si scambiano un bacio.

## Produzione
Il titolo originale inizialmente deciso per il film era Licence Revoked ma fu presto abbandonato per Licence to Kill, temendo che il pubblico statunitense non comprendesse pienamente il significato di revoked; Licence Revoked poteva inoltre sembrare ai più un avvicinamento ai contemporanei romanzi su Bond di John Edmund Gardner, il cui primo si intitola similmente Licence Renewed (Rinnovo di licenza).
All'arrivo del film in Italia si pose il problema della traduzione del titolo, visto che Licence to Kill in italiano diventava Licenza di uccidere, proprio come era stato tradotto il primo film della saga nel 1962 (che in lingua originale si chiamava invece Dr. No). Fu così che alla fine venne deciso per Vendetta privata, da uno scambio di battute nel film tra Bond e M:
(M)

### Sceneggiatura
Per questo capitolo della saga i produttori avevano oramai quasi esaurito il materiale di Ian Fleming da cui trarre spunto per la sceneggiatura del film. Comunque, sebbene la storia sia per buona parte originale, gli sceneggiatori hanno potuto utilizzare una parte del romanzo Vivi e lascia morire e del racconto breve La rarità Hildebrand, gli ultimi "spiccioli" dell'opera letteraria di Fleming.
I successivi film della saga (con la sola eccezione di Casino Royale, di cui all'epoca la EON Productions non deteneva ancora i diritti), saranno frutto di sceneggiature originali e di ispirazione non fleminghiana, se non per piccoli riferimenti.
I nomi della coppia di sceneggiatori Richard Maibaum e Michael G. Wilson, sempre stata indicata in quest'ordine nei titoli di testa, in quelli di quest'ultimo film sceneggiato per la saga sono invertiti, a causa dello sciopero degli sceneggiatori che aveva colpito Hollywood in quel periodo, infatti l'apporto di Maibaum è stato qui minore.

### Cast
David Hedison torna a vestire i panni di Felix Leiter in un film di James Bond sedici anni dopo la sua prima interpretazione in Vivi e lascia morire (1973); Hedison diventò così il primo attore nella storia della saga a reinterpretare il personaggio di Leiter. In questo capitolo, tuttavia (e per l'unica volta in una pellicola di 007), Felix è un agente della DEA invece che, come consuetudine, della CIA. Il ruolo della Bond girl principale del film, Pam Bouvier, è affidato a Carey Lowell presentatasi al provino in jeans e giubbotto in pelle per dare l'immagine della dura.
Nel ruolo del bieco Franz Sanchez, nemico principale di Bond, una delle figlie di Albert Broccoli, Tina, propone Robert Davi, attore e cantante d'opera. Il personaggio di Sanchez è basato sul narcotrafficante Pablo Escobar: Davi trascorse settimane a studiare la musica e la cultura colombiana prima di assumere il ruolo. Per la parte di Lupe Lamora, la fidanzata di Sanchez, viene scelta Talisa Soto, vincitrice del titolo di Miss Galaxy. A volerla è lo stesso attore che interpreta Sanchez, Robert Davi; per ottenere la parte, Talisa batte altre undici concorrenti.
Un giovane Benicio del Toro recita la parte del killer Dario. Nei panni del Presidente Hector Lopez compare per pochi minuti Pedro Armendáriz Jr.; suo padre Pedro Armendáriz aveva affiancato Sean Connery in A 007, dalla Russia con amore (1963) nel ruolo di Kerim Bey. Il produttore Michael G. Wilson, infine, fa il suo consueto cameo nella serie interpretando uno degli agenti della DEA.

## Altri media
Il videogioco Licence to Kill del 1989 è ufficialmente tratto dal film.